# Bremen (sous-marin)
 (mai 2025).
Si vous disposez d'ouvrages ou d'articles de référence ou si vous connaissez des sites web de qualité traitant du thème abordé ici, merci de compléter l'article en donnant les références utiles à sa vérifiabilité et en les liant à la section « Notes et références ».
Pour les articles homonymes, voir Bremen.
Le Bremen est un sous-marin cargo allemand. Initialement développé avec des fonds privé pour la Norddeutscher Lloyd, c'est le premier des sept sous-marins de classe U-151 construits et l'un des deux seuls utilisés comme sous-marins cargo non armés et « briseur de blocus ».
Après avoir effectué deux voyages en tant que marchand désarmé, il est repris en février 1917 par la marine impériale et armé pour prendre une part plus active dans la Première Guerre mondiale. Converti en U-155, il est armé de six tubes lance-torpilles et de deux canons de pont. Il se lance dans des raids à partir de juin 1917 jusqu'en octobre 1918. Son équipage se rend en novembre 1918 et le navire est détruit en 1922.